# Usine de papeterie Amsler
Pour les articles homonymes, voir Amsler.
La papeterie Amsler était une société française de papeterie fondée en 1870 dans la Marne, 8 rue de Taissy  à Reims. 

## Histoire
L’Usine de papeterie Amsler, puis Amsler Jundt, fondée en 1870 par Camile Amsler puis par son fils Paul Amsler.
Elle cesse son activité vers 1950.
Le site est ensuite occupé par une usine de petite métallurgie les « Outilleurs champenois », fabrique d’outils et de mécaniques de précisions,  créée en 1960 et dont la société est clôturée par une liquidation judiciaire en 2004.
Comme beaucoup de sites textiles dans Reims, le site a été converti en habitations. La résidence "Rive Gauche" de 48 logements, au 8-8bis-8Ter de la rue de Taissy, est construite en 2007 par Brooks sur l'emplacement de la papeterie Amsler.

## Camille Amsler
Camille Amsler, fondateur de l’usine de papeterie Amsler est né à Yverdon (Suisse) en 1843.
Il est diplômé des Arts et Métiers (Châlons, promotion 1859).
Il commence son activité aux grands ateliers de construction de Grafenstaden et poursuit à la fabrique de papier de Jundt à Strasbourg dont il devient le directeur. Ne voulant pas devenir allemand, dans  le cadre du rattachement de l’Alsace et la Lorraine à l’Allemagne, il s’installe à Reims en 1870 avec sa famille et réinstalle la papeterie du Château-d’eau que l’on nomme également « papeterie Amsler. 
Elle doit son nom à la proximité du château d’eau qui alimente les fontaines de Reims.  ». Il fut deux fois conseiller municipal de Reims. Il décède, à Reims, en 1897 et repose au cimetière du sud de Reims.